# Communauté d'agglomération Sophia Antipolis
Pour les articles homonymes, voir CASA.
La communauté d’agglomération Sophia Antipolis (CASA) est une communauté d'agglomération française, située dans l'arrondissement de Grasse, le département des Alpes-Maritimes et la région Provence-Alpes-Côte d'Azur.

## Historique
La communauté est créée le 1er janvier 2002.

## Territoire communautaire

### Composition
La technopole Sophia Antipolis est située en son cœur géographique et sur plusieurs de ses communes.
La communauté d'agglomération est composée des 24 communes suivantes :

| Nom                  | Code Insee | Gentilé        | Superficie (km2) | Population (dernière pop. légale) | Densité (hab./km2) |
| -------------------- | ---------- | -------------- | ---------------- | --------------------------------- | ------------------ |
| Antibes (siège)      | 06004      | Antibois       | 26,48            | 76 612 (2022)                     | 2 893              |
| Le Bar-sur-Loup      | 06010      | Aubarnois      | 14,47            | 2 960 (2022)                      | 205                |
| Bézaudun-les-Alpes   | 06017      | Bézaudinois    | 21,44            | 260 (2022)                        | 12                 |
| Biot                 | 06018      | Biotois        | 15,54            | 10 196 (2022)                     | 656                |
| Bouyon               | 06022      | Bouyonnais     | 12,29            | 550 (2022)                        | 45                 |
| Caussols             | 06037      | Caussolois     | 27,39            | 322 (2022)                        | 12                 |
| Châteauneuf-Grasse   | 06038      | Chateauneuvois | 8,95             | 3 765 (2022)                      | 421                |
| Cipières             | 06041      | Cipièrois      | 38,15            | 398 (2022)                        | 10                 |
| La Colle-sur-Loup    | 06044      | Collois        | 9,82             | 8 143 (2022)                      | 829                |
| Conségudes           | 06047      | Conségudois    | 12,47            | 99 (2022)                         | 7,9                |
| Courmes              | 06049      | Courmois       | 15,71            | 108 (2022)                        | 6,9                |
| Coursegoules         | 06050      | Coursegoulois  | 40,98            | 545 (2022)                        | 13                 |
| Les Ferres           | 06061      | Ferrois        | 13,7             | 93 (2022)                         | 6,8                |
| Gourdon              | 06068      | Gourdonnais    | 22,53            | 365 (2022)                        | 16                 |
| Gréolières           | 06070      | Gréolois       | 52,87            | 606 (2022)                        | 11                 |
| Opio                 | 06089      | Opidiens       | 9,47             | 2 408 (2022)                      | 254                |
| La Roque-en-Provence | 06107      | Roquerois      | 23,78            | 66 (2022)                         | 2,8                |
| Roquefort-les-Pins   | 06105      | Roquefortois   | 21,53            | 7 284 (2022)                      | 338                |
| Le Rouret            | 06112      | Rourétans      | 7,1              | 4 198 (2022)                      | 591                |
| Saint-Paul-de-Vence  | 06128      | Saint-Paulois  | 7,26             | 3 190 (2022)                      | 439                |
| Tourrettes-sur-Loup  | 06148      | Tourrettans    | 29,28            | 4 126 (2022)                      | 141                |
| Valbonne             | 06152      | Valbonnais     | 18,97            | 12 389 (2022)                     | 653                |
| Vallauris            | 06155      | Vallauriens    | 13,04            | 28 579 (2022)                     | 2 192              |
| Villeneuve-Loubet    | 06161      | Villeneuvois   | 19,6             | 16 729 (2022)                     | 854                |

### Démographie
| 1968   | 1975    | 1982    | 1990    | 1999    | 2006    | 2011    | 2016    | 2022    |
| ------ | ------- | ------- | ------- | ------- | ------- | ------- | ------- | ------- |
| 82 327 | 101 874 | 122 565 | 149 858 | 161 120 | 177 180 | 176 933 | 175 868 | 183 991 |

## Administration
Son président est Jean Leonetti, ancien ministre et maire d'Antibes. Il est assisté d'un conseil de communauté de 50 membres représentant les 24 communes adhérentes.
Conformément aux textes des lois Voynet et Pasqua, la CASA est dotée d'un Conseil de développement. Cette structure, émanation des acteurs associatifs et institutionnels de terrain, est une assemblée destinée à constituer une force de proposition motivée aux côtés du Conseil communautaire.

### Siège
Le siège de la communauté d'agglomération est situé à Antibes.

### Les élus
Le conseil communautaire de la communauté d'agglomération se compose de 80 conseillers titulaires et 12 suppléants, représentant chacune des communes membres et élus pour une durée de six ans.
Ils sont répartis comme suit :
| Nombre de conseillers | Communes                                                                                 |
| --------------------- | ---------------------------------------------------------------------------------------- |
| 27                    | Antibes                                                                                  |
| 10                    | Vallauris                                                                                |
| 6                     | Villeneuve-Loubet                                                                        |
| 5                     | Valbonne                                                                                 |
| 4                     | Biot                                                                                     |
| 3                     | La Colle-sur-Loup, Roquefort-les-Pins                                                    |
| 2                     | Le Bar-sur-Loup, Châteauneuf-Grasse, Le Rouret, Saint-Paul-de-Vence, Tourrettes-sur-Loup |
| 1 (+1 suppléant)      | les autres communes                                                                      |

### Présidence
| Période                                  | Période                       | Identité      | Étiquette | Qualité                                   |
| ---------------------------------------- | ----------------------------- | ------------- | --------- | ----------------------------------------- |
| Les données manquantes sont à compléter. |                               |               |           |                                           |
| 2002                                     | En cours (au 21 juillet 2020) | Jean Leonetti | LR        | Maire d'Antibes (1995 → ) Ancien ministre |

### Régime fiscal et budget
Le régime fiscal de la communauté d'agglomération est la fiscalité professionnelle unique (FPU).